# 辽宁大学
辽宁大学，简称辽大、，是一所位于中国辽宁省沈阳市和辽阳市的省立综合性大学，建校于1948年，1958年始称“辽宁大学”，是教育部“211工程”重点建设院校，“双一流”建设高校和“101计划”经济学重点建设高校。辽宁大学的校史最早可以追溯到1904年（光绪三十年）建校的营口瀛华实学院和1905年建校的营口商业学堂。1958年，东北财经学院、沈阳师范学院和沈阳俄文专科学校合并组建辽宁大学，这也是自1931年东北大学播迁关内以后，辽宁省再度拥有综合性大学。位居开国十大元帅之首的朱德为辽宁大学亲笔题写了校名，这也是朱德元帅唯一提写的大学校名。

## 历史沿革
1904年8月31日，瀛华实学院在营口建校。
1904年9月20日，瀛华实学院首批学生开学。
1905年5月5日，营口商业学堂建校。
1906年12月11日，奉天省政府将两校收归官办，并将两校合并为奉天省立营口商业学堂。
1909年9月，省立营口商业学堂迁至奉天府小河沿，改称奉天省立中等商业学校。
1912年2月，学校改称奉天省立商业专门学校。
1912年8月30日，学校定名为奉天省立商业学校。
1929年2月，因奉天省改称辽宁省，学校改称辽宁省立商业学校。
1931年，“九一八”事变爆发，辽宁省立商业学校“暂予停止”。
1946年8月16日，正式复校，学校按教育部要求定名为辽宁省立沈阳商科职业学校。
1948年11月，辽宁省立沈阳商科职业学校被中国共产党接收，改建为“东北商业专门学校”。
1949年，学校改称东北人民政府贸易部商业干部学校。
1950年8月，东北商业专门学校从东北人民政府贸易部商业干部学校分出。
1952年，东北商业专门学校改称东北商业专科学校。
1953年8月，东北商业专科学校并入东北财经学院。
1958年7月，东北财经学院、沈阳师范学院、沈阳俄文专科学校三所院校合并组建辽宁大学。
1997年7月，辽宁大学成为“211工程”重点建设院校。
2017年9月，辽宁大学入选世界一流学科建设高校名单。
2024年4月，辽宁大学入选教育部“101计划”经济学学科重点建设高校。

## 校园文化
辽宁大学哲理楼是校徽中心建筑，下方为地球，上方为朱德题写的“辽宁大学”。校徽外环分别为辽宁大学英文名、建校时间、学校位置。校训是明德精学 笃行致强。
辽宁大学校歌为《路》，由韩雪松、周德波作词，庞渤作曲，关世鹏、王紫凝演出。。

## 学术科研
辽宁大学设有31个学院，名單如下列：
- 文学院
- 历史学部
- 哲学院
- 经济学部
- 经济学院
- 法学院
- 商学院
- 国际经济政治学院
- 外国语学院
- 外国语学院武圣校区
- 马克思主义学院
- 亚澳商学院
- 新华国际商学院
- 广播影视学院
- 艺术学院
- 国际教育学院
- 数学与统计学院
- 物理学院
- 化学院
- 生命科学院
- 环境学院
- 信息学部
- 轻型产业学院
- 药学院
- 继续教育学院
- 新闻与传播学院
- 创新创业学院
- 公共管理学院
- 金融与贸易学院
- 纪检监察学院

辽宁大学下轄單位如下列：
- 保卫处
- 信息化中心
- 研究生院
- 图书馆
- 档案馆
- 后勤发展集团
- 学报
- 出版社
- 文化科技园
- 医院

辽宁大学设71个研究院；含本科专业79个，有一级学科硕士学位授权点29个，MBA、MPA、JM等专业硕士学位授权点27个，部分列舉如下列：
- 日本研究所
- 稀散元素化学研究所
- 转型国家经济政治研究中心
- 药物研究所
- 辽宁大学中国特色社会主义研究中心
- 教育部暨辽宁省高校辅导员培训和研修基地（辽宁大学）
- 高等教育研究所
- 李安民经济研究院

一级学科博士学位授权点列舉如下：
- 应用经济学
- 理论经济学
- 工商管理
- 中国语言文学
- 哲学
- 法学
- 化学
- 统计学
- 中国史
- 物理学
- 环境科学与工程
- 马克思主义理论

。

## 校区
辽宁大学校地面积约为2,222亩，在沈阳市有崇山校区和蒲河校区，在辽阳市有武圣校区。

### 崇山校区
崇山校区位于沈阳市皇姑区内，距北陵公园直线距离2.2千米。该校区始建于二十世纪五十年代，为辽宁大学建校之初所在校区。校区位于北行商圈附近，有若干条市区公交线路服务此地（分散停靠于附近的辽宁大学、百鸟公园、市委党校车站）。地铁10号线在本校区附近设有百鸟公园站（西南门）、长江街站（东南门）两站。

### 蒲河校区

蒲河校区微缩模型

蒲河校区位于沈北新区蒲河新城道义开发区内，距离市中心直线距离12千米，有若干条公交线路通往沈阳市区、道义镇、虎石台、新城子等地（停靠于附近的辽宁大学北校区车站）。地铁2号线在此校区附近设有辽宁大学站。

### 武圣校区
武圣校区前身为成立于1963年的辽宁省外国语师范学校，1997年并入辽宁大学，与辽宁大学外语系共同组建了辽宁大学外国语学院。校园占地总面积为81614平方米（约122亩）。）

## 历任领导

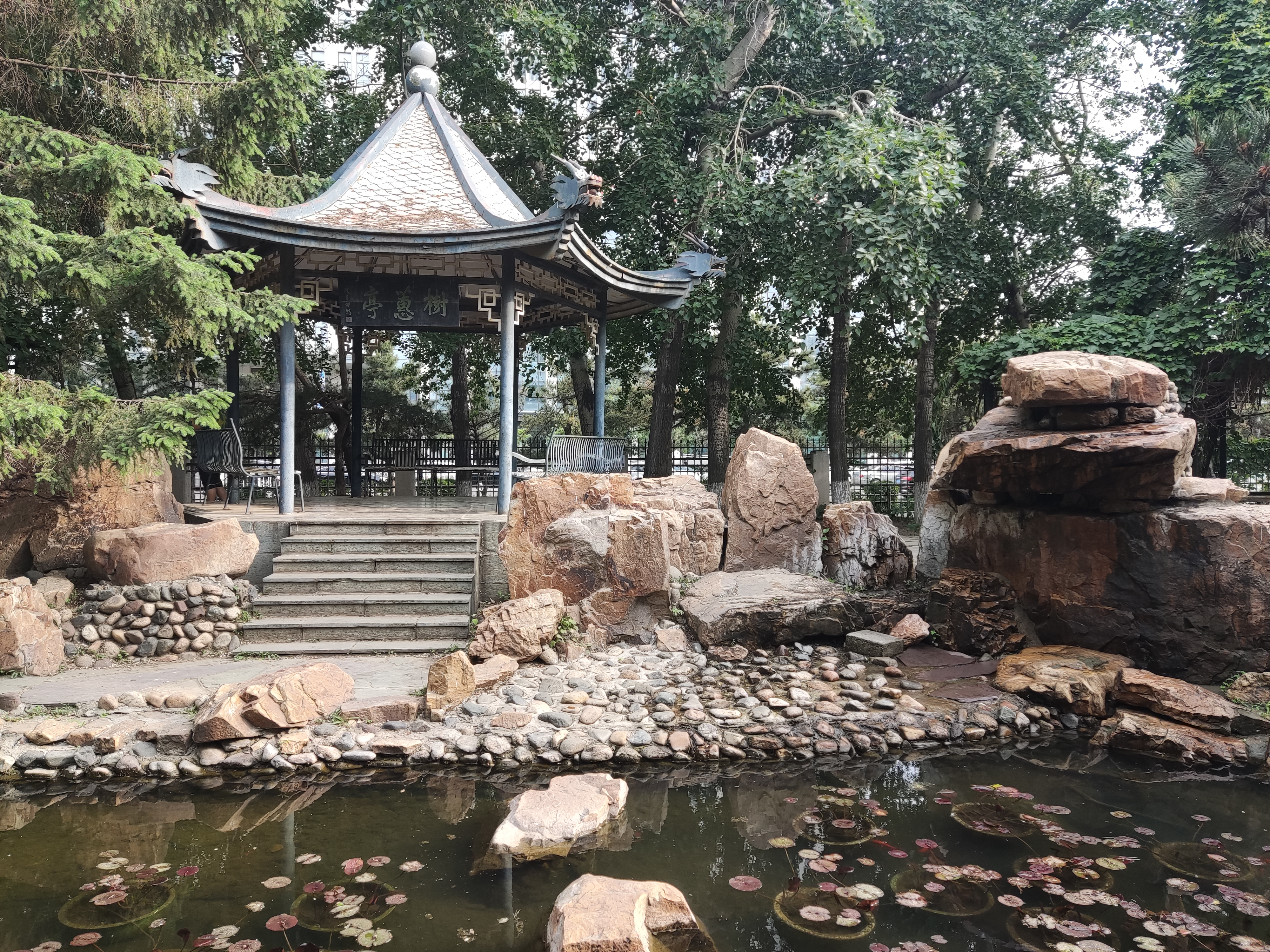
树蕙亭

### 历任校长
| 姓名   | 就任日期  | 卸任日期  | 备注                                                                     |
| ------ | --------- | --------- | ------------------------------------------------------------------------ |
| 何松亭 | 1956年    | 1959年    | 1956年-1958年为东北财经学院时期校长，1958年8月后为合并后辽宁大学时期校长 |
| 邵凯   | 1964年6月 | 1966年6月 | [ 13 ]                                                                   |
| 冯玉忠 | 1983年7月 | 1995年5月 | [ 14 ]                                                                   |
| 黄泰岩 | 2012年4月 | 2015年4月 |                                                                          |
| 潘一山 | 2015年6月 | 2022年8月 | [ 15 ]                                                                   |
| 余淼杰 | 2022年8月 |           | [ 16 ]                                                                   |

### 历任书记
| 姓名   | 就任日期   | 卸任日期   | 备注 |
| ------ | ---------- | ---------- | ---- |
| 王山   | 2004年8月  | 2010年12月 |      |
| 牛辅恒 | 2014年3月  | 2015年6月  |      |
| 周浩波 | 2015年8月  | 2022年11月 |      |
| 潘一山 | 2022年11月 |            |      |

## 沈阳市第四批文物保护单位
2013年辽宁大学建筑群，包含溯源楼、机关楼、哲理楼、怀远楼、明微楼等被列为沈阳市第四批文物保护单位近现代重要史迹及代表性建筑名录。

## 参看
- 211工程
- 双一流
- 九校协作
- 国家重点学科